# Языковые универсалии Гринберга
Языковые универсалии Гринберга — ряд лингвистических универсалий (свойств, присущих естественным языкам), основанный главным образом на наборе из 30 языков, предложенные американским лингвистом Джозефом Гринбергом (1915—2001).
Список универсалей опубликован в приложении к «Универсалиям языка» Гринберга и «Пересмотренным универсалиям» в начале 1960-х годов. Выделяют типологические, синтаксические, морфологические универсали.

## Примеры универсалий
1. Нет языка, который, имея тройственное число, не имел бы двойственного. Нет языка, который, имея двойственное число, не имел бы множественного[3].
2. Если именной объект предшествует глаголу, то глагольные формы, подчиненные главному глаголу, также предшествуют ему.
3. В условных конструкциях условная часть предшествует заключению. Такой порядок является нормальным порядком слов для всех языков.
4. В конструкциях желания и цели подчиненная глагольная форма всегда следует за главным глаголом, и это нормальный порядок слов; исключение составляют лишь те языки, в которых именной объект всегда предшествует глаголу.
5. Когда вопрос, требующий ответа «да — нет», отличается от соответствующего утверждения интонационными различиями, дифференциальные интонационные признаки выявляются в конце предложения отчетливей, чем в начале.
6. Если вопросительные частицы или аффиксы закреплены в позиции относительно предложения в целом, то с вероятностью большей, чем случайная, начальные элементы обнаруживаются в языках с предлогами, а конечные — в языках с послелогами.